# Silwija Georgiewa
Silwija Georgiewa (bulgarisch Силвия Георгиева, engl. Transkription Silviya Georgieva; * 23. Juli 1988 in Sofia) ist eine bulgarische Biathletin.
Silwija Georgiewa ist eine Studentin, die in Sofia lebt und in Elin Pelin trainiert. Sie startet für National Sport Academy NSA und wird von Palakarski trainiert. Ihren Sport betreibt sie seit 2003 und gehört seitdem auch dem Nationalkader Bulgariens an. 2005 lief sie in Kontiolahti ihre erste Junioren-Weltmeisterschaft und erreichte als beste Resultat einen 52. Platz im Einzel sowie Platz elf mit der Staffel. Seit der Saison 2005/06 tritt die Bulgarin auch im Junioren-Europacup ein, erreichte jedoch selten Platzierungen unter den besten 20. Auch bei der Junioren-Europameisterschaft 2006 in Langdorf konnte keine nennenswerten Ergebnisse erzielen. Besser lief es für sie 2007. Bei der Junioren-WM in Martell kam sie auf die Plätze 17 im Einzel, 25 im Sprint und 34 in der Verfolgung. Mit der Staffel kam sie auf Rang sieben. Noch besser verlief für Georgiewa die Junioren-EM in Bansko. Schlechtestes Resultat wurde Platz 21 im Einzel, im Sprint kam sie auf Platz 19 und 17 in der Verfolgung. Mit der Staffel gewann sie die Bronzemedaille. Wenig erfolgreich verliefen hingegen wieder die Junioren-WM in Ruhpolding und die Junioren-Em in Nové Město na Moravě 2008. Am Abschluss der Junioren-Karriere standen die Sommerbiathlon-Weltmeisterschaften 2008 der Junioren in Haute-Maurienne, wo Georgiewa 18. im Sprint, 12. in der Verfolgung und Staffel-Fünfte wurde.
Ihren Einstand bei den Erwachsenen gab Georgiewa 2007 bei einem Einzel in Obertilliach im Rahmen des Biathlon-Europacups, das sie jedoch nicht beendete. Erster Karrierehöhepunkt wurden nur wenig später die Biathlon-Weltmeisterschaften 2008 in Östersund. Im Sprintrennen wurde sie 94., im Einzel kam sie nicht ins Ziel und der geplante Start mit der Staffel kam nicht zustande. Seit der Saison 2008/09 tritt die Bulgarin im Biathlon-Weltcup an. 2009 erreichte sie bei den Biathlon-Weltmeisterschaften 2009 in Pyeongchang den Rang 85 im Sprint und damit ihr bislang bestes Resultat in diesem Wettbewerb. Ihr bestes Ergebnis mit der bulgarischen Staffel war 2010 ein 14. Platz in Hochfilzen. Während der Saison 2010/11 war sie im IBU-Cup unterwegs und wurde dreimal als vierte Frau zu den Staffel-Wettkämpfen im Weltcup berufen. Die Staffel bei den Biathlon-Weltmeisterschaften 2011 in Chanty-Mansijsk musste sie aus gesundheitlichen Gründen ausfallen lassen. Bei der Winter-Universiade 2011 in Erzurum belegte sie im Sprint den 28. Platz. In der Verfolgung ging sie nicht an den Start. Mit der bulgarischen Mixed-Staffel (mit Emilija Jordanowa, Wladimir Iliew und Krassimir Anew) erzielte sie den dritten Platz und sicherte sich die Bronzemedaille. Ende März 2011 beendete Georgiewa ihre aktive Biathlon-Karriere aus privaten Gründen. Danach konzentrierte sie sich ausschließlich auf ihr Studium und ihren Bachelorabschluss, den sie im Mai 2011 anstrebt.

## Biathlon-Weltcup-Platzierungen
Die Tabelle zeigt alle Platzierungen (je nach Austragungsjahr einschließlich Olympische Spiele und Weltmeisterschaften).
- 1.–3. Platz: Anzahl der Podiumsplatzierungen
- Top 10: Anzahl der Platzierungen unter den ersten zehn (einschließlich Podium)
- Punkteränge: Anzahl der Platzierungen innerhalb der Punkteränge (einschließlich Podium und Top 10)
- Starts: Anzahl gelaufener Rennen in der jeweiligen Disziplin

| Platzierung         | Einzel | Sprint | Verfolgung | Massenstart | Staffel | Gesamt |
| ------------------- | ------ | ------ | ---------- | ----------- | ------- | ------ |
| 1. Platz            |        |        |            |             |         |        |
| 2. Platz            |        |        |            |             |         |        |
| 3. Platz            |        |        |            |             |         |        |
| Top 10              |        |        |            |             |         |        |
| Punkteränge         |        |        |            |             | 3       | 3      |
| Starts              | 4      | 9      |            |             | 3       | 16     |
| Stand: Karriereende |        |        |            |             |         |        |